# یواس‌اس اکسپلویت (ای‌ام-۴۴۰)
یواس‌اس اکسپلویت (ای‌ام-۴۴۰) (به انگلیسی: USS Exploit (AM-440)) یک کشتی بود که طول آن ۱۷۲ فوت (۵۲٫۴۳ متر) بود. این کشتی در سال ۱۹۵۳ ساخته شد.